# Loïc Jullien
Loïc David Jullien (ur. 1987) – francuski zapaśnik, reprezentujący Reunion, walczący w stylu wolnym. Brązowy medalista igrzysk Wysp Oceanu Indyjskiego w 2023 roku.